# Narrows Bridge (Perth)
Die Narrows Bridge ist eine Autobahn- und Eisenbahnbrücke über den Swan River in Perth, Western Australia.
Die Brücke verbindet das Stadtzentrum von Perth mit South Perth, den südlichen Vororten und der Südwestküste des Bundesstaats. Sie steht an einem kurzen, engen Abschnitt des Flusses, The Narrows genannt, zwischen den beiden sehr breiten, seeähnlichen Flussabschnitten Perth Water im Osten und Melville Water flussabwärts.
Sie führt die Staatsstraße 2 über den Fluss und verbindet dadurch den Mitchell Freeway genannten nördlichen Teil der S2 mit dem Kwinana Freeway im Süden. In der Mitte der Brücke liegen zwei Gleise der Bahnstrecke Perth–Mandura.

## Beschreibung
Das Bauwerk ist zwischen den Widerlagern 336 m (1100 ft) lang. Es ist rund 62 m breit und enthält (von West nach Ost) einen Geh- und Radweg, fünf Kfz-Fahrspuren, zwei Gleise, eine Busspur, fünf Kfz-Fahrspuren und einen Geh- und Radweg.
Es besteht aus drei im Laufe der Zeit gebauten selbständigen Brücken, die fünf gleiche Öffnungen mit Spannweiten von 48,8 + 70,1 + 97,5 + 70,1 + 48,8 m (160 + 230 + 320 + 230 + 160 ft) haben.

### Narrows Bridge (1959)
Die erste Narrows Bridge wurde von G. Maunsell & Partners und E. W. H. Gifford (für die Fahrbahnträger) und den Architekten William Holford & Partners geplant und in den Jahren 1957 bis 1959 von Christiani & Nielsen aus Kopenhagen und J. O. Clough & Son aus Perth ausgeführt. Es war damals die größte durchlaufende, aus Fertigteilsegmenten hergestellte Spannbetonbrücke der Welt.
Diese Brücke war ursprünglich 27,4 m (90 ft) breit mit sechs Fahrspuren auf 21,3 m (70 ft), die von Randsteinen und Leitplanken (0,6 m / 2 ft) von den 2,4 m (8 ft) breiten Gehwegen getrennt waren. Es gab keinen Mittelstreifen, damit der Verkehr auch mit 2 + 4 Fahrstreifen abgewickelt werden konnte.

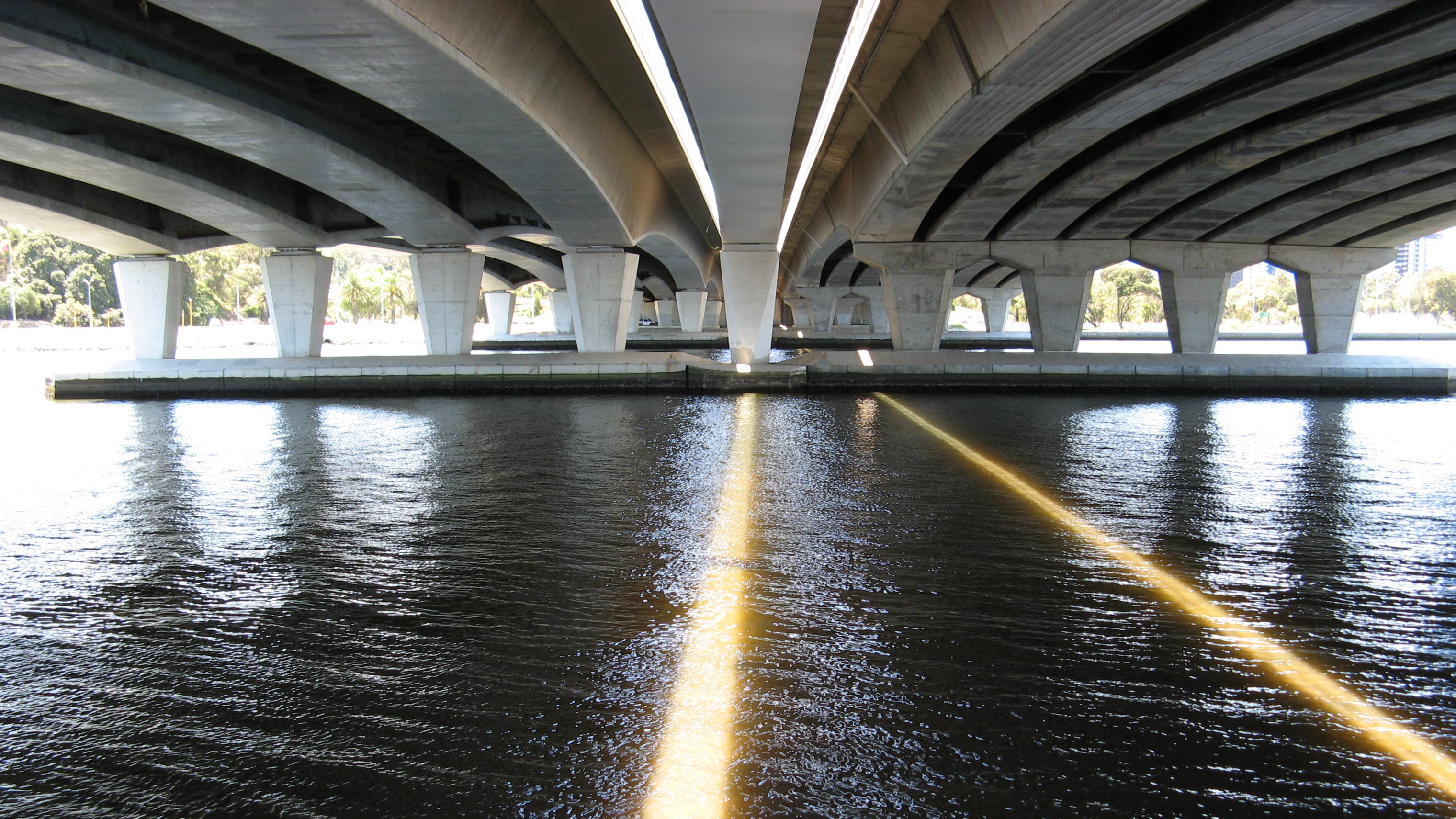
Die neue (links) und die alte Brücke, in der Mitte der Pfeiler der Eisenbahnbrücke

Der Überbau besteht aus acht parallelen gevouteten Spannbeton-Vollwandträgern mit einem weiten Obergurt, der einen Teil der Fahrbahnplatte bildet, einem schmalen Steg und einem starken Untergurt. Die Träger bestehen aus rund 3 m langen Fertigteilsegmenten, die auf einem Lehrgerüst zu Auslegern und Einhängeträgern zusammengefügt und anschließend mit Spanngliedern verbunden und mit externen Spannkabeln zu Durchlaufträgern verspannt wurden. Große Sorgfalt wurde auf ein gefälliges Aussehen der Brücke verwendet; für die Außenflächen wurde Beton aus weißem Sand, gebrochenem Quarzit und weißem Zement verwendet.
Die jeweils vier Pfeiler und die Widerlager sind auf sogenannten Gambia-Rammpfählen gegründet, die bis zu fast 40 m in den Untergrund reichen.
Am 13. November 1959 wurde die Brücke feierlich eröffnet.
In den 1970er Jahren wurden auf der Fahrbahnplatte sieben Fahrspuren untergebracht. Dennoch führte der über die Jahre zunehmende Verkehr zu täglichen Staus auf der Brücke, die bald als Australiens Freeway mit dem dichtesten Verkehr galt.

### Narrows Bridge (2001)
Man entschied sich schließlich dafür, eine zweite Brücke westlich im Abstand von 6 m zu bauen, um das existierende Bauwerk nicht durch die Setzungen des neuen zu beeinträchtigen. Die neue Brücke sollte ansonsten möglichst der alten gleichen. Zwischen 1999 und 2001 baute Leighton Holdings die neue Brücke. Das Projekt wurde dazu der Länge nach in zwei Hälften geteilt, die beide im Taktschiebeverfahren ausgeführt und anschließend zu einer Fahrbahnplatte vereint wurden.

### Eisenbahnbrücke (2007)

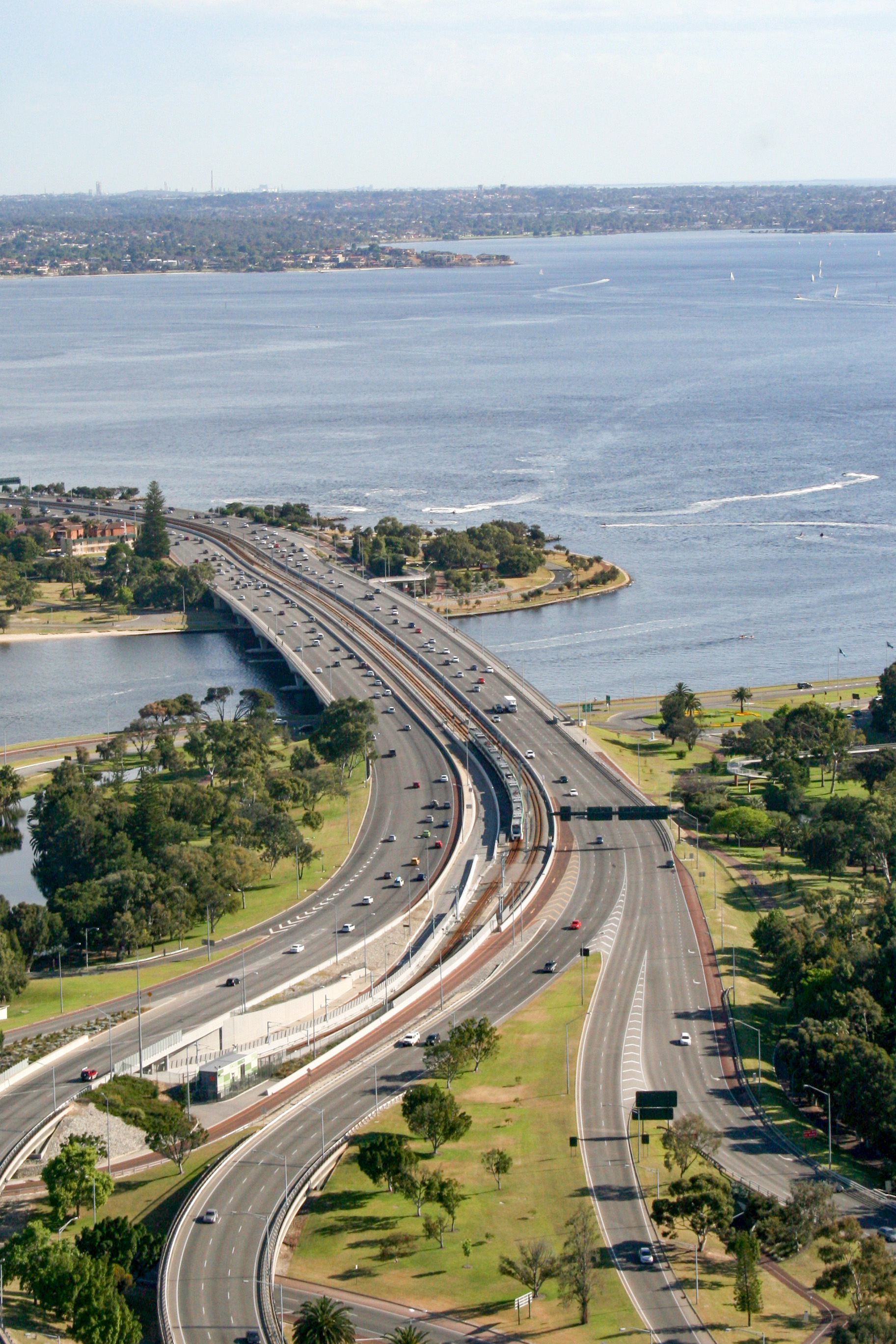
Die Brücke von Norden mit dem Melville Water im Hintergrund und einem Zug von Transperth Trains am vorderen Brückenkopf kurz vor der Auffahrt

Zwischen 2005 und 2007 wurde nach den Plänen von GHD, Coffey Geosciences und Wyche Consulting die Eisenbahnbrücke von Leighton Constructions gebaut. Die Brücke besteht aus einem stählernen Hohlkasten, der in lange Segmente aufgeteilt zur Brücke transportiert und mit Mobilkranen eingehoben wurde. Dabei wurde der 6 m weite Zwischenraum zwischen den beiden Straßenbrücken genutzt. Auch weiter südlich, bis kurz vor dem Haltepunkt Kiwana, verläuft die Bahnstrecke Perth–Mandura zwischen den beiden Fahrbahnen des Freeways, während sie unmittelbar nördlich der Brücke aus der Autobahn ausfädelt. Die Bahnstrecke ist in Kapspur gebaut, der traditionellen Spurweite der Eisenbahn in Westaustralien. Hier verkehrt die Mandurah Line der Transperth Trains, ein S-Bahn-ähnliches Angebot des SPNV.